# Sint-Ursmaruskerk (Baasrode)

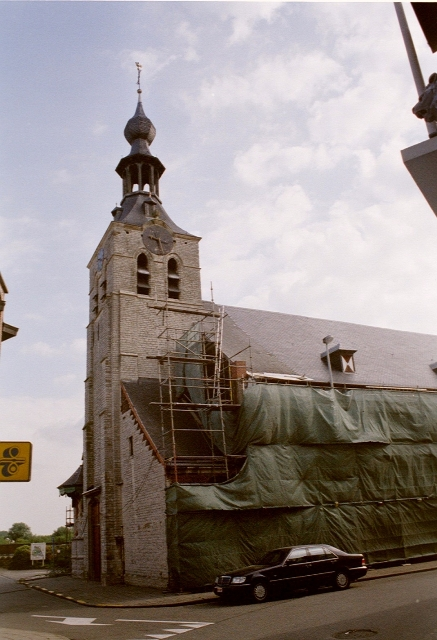
Sint-Ursmaruskerk

De Sint-Ursmaruskerk is de parochiekerk van de tot de Oost-Vlaamse gemeente Dendermonde behorende plaats Baasrode, gelegen aan de Sint-Ursmarusstraat.

## Geschiedenis
In 1139 werd het grondgebied van Baasrode door de bisschop van Kamerijk aan de Abdij van Affligem geschonken. Vermoedelijk bouwden de monniken er een kerkje. Deze kerk werd te klein en omstreeks 1500 werd een nieuwe, gotische kerk gebouwd met een dubbele kruisbeuk en een westtoren. De kerk werd zwaar beschadigd tijdens de beeldenstorm in 1567, maar tijdens de Slag om Baasrode, in 1579, werd het hele dorp, inclusief de kerk, verwoest door de Malcontenten. De toren bleef staan. Door opvolgende oorlogen kon de kerk niet eerder dan in 1677 worden hersteld. De toren kreeg toen een nieuwe spits in renaissancestijl.
De kerk werd opnieuw vergroot in 1779 en in 1830 werd een nieuw koor gebouwd. In 1837 werd het kerkhof vervangen door een begraafplaats buiten de dorpskern.
In 1912 wilde men een geheel nieuwe kerk bouwen, verder van de Schelde gelegen. Vanwege de Eerste Wereldoorlog gingen de plannen niet door.

## Gebouw
Het betreft een driebeukige kerk op rechthoekige plattegrond met halfronde apsis. De zandstenen onderbouw van de ingebouwde westtoren is van omstreeks 1500 en het portaal is van 1779. De spits is van 1677 en omvat achtkante basis, een lantaarn en een peervormige spits. Naast de toren bevindt zich een calvarie, waarvan het Christusbeeld mogelijk eind 17e-eeuws is.
Het schip, de zijbeuken en het koor werden in baksteen uitgevoerd.

## Interieur
Het tochtportaal, in Lodewijk XVI-stijl, is van 1779 en de balustrade van het doksaal is van 1739. De glas-in-loodramen zijn geplaatst tijdens het interbellum.
Het altaarstuk van het hoofdaltaar, Golgotha voorstellende, is 17e-eeuws. Daarnaast zijn er enkele 19e-eeuwse schilderijen.
Ook uit de 17e eeuw is een Sint-Rochusbeeld.
Het hoofdaltaar is in late barokstijl en het koorgestoelte in Lodewijk XVI-stijl van 1779. Ook de preekstoel is in dit jaar vervaardigd. Er is een 17e-eeuwse biechtstoel en een biechtstoel uit 1779. ook de armenmeestersbank is van einde 18e eeuw.
Het Van Peteghem-orgel is van 1739 en de orgelkast is in renaissancestijl.
Het doopvont is van 1650.